# Emtmannsberg
Emtmannsberg è un comune tedesco di 1 123 abitanti, situato nel land della Baviera.